# 国司元相
国司 元相（くにし もとすけ）は、戦国時代から安土桃山時代にかけての武将。毛利氏の家臣で、五奉行の一人。

## 家系
国司氏の祖は足利尊氏の重臣・高師泰の子、高師武である。師武は観応の擾乱で高氏が凋落した際、師泰と縁のある毛利氏を頼って安芸国に下向して高田郡国司荘に土着し、「国司」を名字とした。

## 生涯
永正12年（1515年）、毛利氏家臣である国司有相の子として生まれる。
元相は毛利元就の嫡男である毛利隆元の傅役を務めて隆元から深い信任を得ており、天文7年（1538年）8月7日に隆元から「元」の偏諱を与えられている。
天文9年（1540年）、出雲国の尼子詮久（後の尼子晴久）が大軍を率いて毛利領に侵攻し、吉田郡山城を包囲、攻撃してきた（吉田郡山城の戦い）。この戦いの局地戦である青山土取場の戦いで、元相は渡辺通らとともに奮戦し、尼子方を撃破する勲功を挙げた。
天文11年（1542年）5月2日に父・有相が死去すると家督を相続。同年、周防国を本拠とする大内義隆は、吉田郡山城攻略の失敗により勢力を著しく減らした尼子氏を一挙に滅ぼすべく、尼子領へ侵攻すると毛利氏もこれに従った（第一次月山富田城の戦い）。大内勢は尼子勢を撃破し、一時は月山富田城の包囲に成功したものの、翌年、尼子方の反撃によって敗走。元相も危険な撤退戦を行い、帰還を果たすものの戦傷を負っている。
天文19年（1550年）7月12日から7月13日にかけて元就によって安芸井上氏が粛清された直後の7月20日に毛利氏家臣団238名が連署して毛利氏への忠誠等を誓った起請文においては、13番目に「國司右京亮元相」と署名している。また、井上氏粛清後の新たな体制として元就が五奉行制を定めると、元相は赤川元保、粟屋元親、桂元忠、児玉就忠と共にその一人となった。
弘治元年（1555年）の厳島の戦いでも奮戦。
弘治3年（1557年）12月2日、防長経略が終わった後の毛利氏家臣239名が名を連ねて軍勢狼藉や陣払の禁止を誓約した連署起請文において、12番目に「國司右京亮」と署名する。
永禄3年（1560年）には正親町天皇の即位料を調進する使者として上洛。室町幕府の将軍・足利義輝にも面会し、槍の鈴の免許を与えられた。翌、永禄4年（1561年）の石見国松山城での戦いでは、児玉就忠と共に一番に城中に攻め入る功を挙げている。
元相は永禄10年（1567年）頃に嫡男の国司元武に奉行職を引き継いでいるが、その後も奉行人としての扱いを受けていたようで、元亀3年（1572年）の毛利氏家中の掟（毛利氏掟）の制定に関して、奉行人の一人としてこれを確認している。
天正19年（1591年）12月28日に死去。享年は77。